# Dự án Magnet
Dự án Magnet (Nam châm) là một chương trình nghiên cứu vật thể bay không xác định (UFO) do Bộ Giao thông Canada thành lập vào tháng 12 năm 1950 dưới sự chỉ đạo của Wilbert Brockhouse Smith, kỹ sư vô tuyến cao cấp làm việc tại Cơ quan Phát thanh và Đo lường thuộc Bộ Giao thông Canada. Nó chính thức hoạt động cho đến giữa năm 1954 và hoạt động không chính thức (không có tài trợ của chính phủ) cho đến khi Smith qua đời vào năm 1962. Cuối cùng Smith đã kết luận rằng UFO có thể có nguồn gốc ngoài Trái Đất và có thể được vận hành bằng cách thao túng từ tính.

## Lịch sử
Smith đã yêu cầu sử dụng các cơ sở của Bộ Giao thông để nghiên cứu UFO. Dự án được chính thức phê duyệt vào ngày 2 tháng 12 năm 1950 với ý định thu thập dữ liệu về UFO và áp dụng bất kỳ dữ liệu nào được phục hồi cho kỹ thuật và công nghệ thực tế. Mục tiêu cuối cùng của dự án là áp dụng bất kỳ phát hiện nào về chủ đề địa mạo cho khả năng khai thác từ trường của Trái Đất làm nguồn lực đẩy cho các phương tiện. Smith và các đồng nghiệp trong chính phủ tin rằng UFO, nếu có thật, có thể nắm giữ chìa khóa cho nguồn năng lượng mới này. Một dự án vận hành dưới quy mô nhỏ đã sử dụng các cơ sở DOT, với một số hỗ trợ từ nhân viên tại Ban Nghiên cứu Quốc phòng (DRB) và Hội đồng Nghiên cứu Quốc gia. Vào tháng 6 năm 1952, Smith đã đưa ra một báo cáo sơ bộ lập luận rằng UFO có khả năng đến từ các thực thể thông minh, ngoài Trái Đất và gần như chắc chắn thao túng từ tính cho chuyến bay. Một báo cáo năm 1953 nhắc lại những kết luận này. Cũng trong tháng 4 năm 1952, chính phủ Canada đã thành lập Dự án Second Storey, một dự án nghiên cứu UFO song song, với Smith cũng tham gia vào đây. Nó bao gồm một nhóm các nhà khoa học và sĩ quan quân đội đã gặp nhau định kỳ để xem xét câu hỏi về UFO và đề nghị chính phủ hành động. Smith đã báo cáo với Second Storey về một số khám phá và kết luận của Dự án Magnet.
Smith tin rằng UFO có liên quan đến các hiện tượng tâm linh và tin rằng mình tiếp xúc với những sinh vật ngoài hành tinh mà sự giao tiếp giữa đôi bên đều thông qua thần giao cách cảm. Smith đã viết một số bài báo cho Topside, ấn phẩm của Câu lạc bộ Khoa học Mới Ottawa do ông sáng lập, phác thảo triết lý của "Anh em Vũ trụ" (Space Brothers) with mà ông tuyên bố là có liên hệ với nhau. The Các bài báo sau đó đã được thu thập và xuất bản năm 1969 sau khi tác giả qua đời với tiêu đề The Boys from Topside.

## Vịnh Shirley
Vào tháng 10 năm 1952, Smith đã thiết lập một đài quan sát tại Vịnh Shirley bên ngoài Ottawa để nghiên cứu các báo cáo về việc nhìn thấy UFO, tin rằng UFO sẽ phát ra các đặc điểm vật lý có thể đo được. Dự án Magnet còn tiến hành điều tra một số báo cáo về các vụ chứng kiến nhưng vào năm 1954, dự án đột nhiên ngừng hoạt động. Smith được phép sử dụng các cơ sở của Vịnh Shirley facilities bằng tiền của mình và đã làm như vậy cho đến khi qua đời vào năm 1962.